# 朱友能
朱友能（？—923年），五代十国後梁皇族，初代太祖皇帝朱全忠侄子，父朱全昱。

## 生平
朱友能被叔父封为惠王。朱友能为宋州、滑州二州留后、陈州刺史，行为不法，陈州风俗多有淫祠左道，昼夜伏聚，男女杂乱。母乙、董乙聚众称天子，建置官属，朱友能开始不以为意，母乙等攻劫州县，末帝朱友貞发兵击灭。康王朱友孜谋反伏诛之后，末帝疏斥宗室。贞明四年（921年）夏四月，朱友能以陈州造反，举兵攻打大梁。末帝诏陕州留后霍彦威、宣义节度使王彦章、控鹤指挥使张汉杰将兵讨伐。朱友能在陈留，兵败，逃回陈州，诸军围城。秋七月，朱友能降。庚子，末帝赦其死，降封房陵侯，被软禁在京城。后梁灭亡前夕，末帝把朱友谅、朱友能、朱友誨三兄弟全部杀死。

## 相关传记
- 《旧五代史》梁书卷十二 宗室列传二
- 《新五代史》梁书卷十三 梁家人传第一